# Грудуськ
Грудуськ (пол. Grudusk) — село в Польщі, у гміні Грудуськ Цехановського повіту Мазовецького воєводства.
Населення — 1328 осіб (2011).
У 1975-1998 роках село належало до Цехановського воєводства.

## Демографія
Демографічна структура станом на 31 березня 2011 року:
|          | Загалом | Допрацездатний вік | Працездатний вік | Постпрацездатний вік |
| -------- | ------- | ------------------ | ---------------- | -------------------- |
| Чоловіки | 648     | 138                | 441              | 69                   |
| Жінки    | 680     | 137                | 377              | 166                  |
| Разом    | 1328    | 275                | 818              | 235                  |